# Безжилка
Безжилка (Aneura) — рід печіночників родини Aneuraceae.

## Види
Рід містить 54 види, які поширені в Європі, Африці, Азії, Австралії, Північній Америці, Південній Америці.
У тому числі рід містить український вид безжилка жирна (Aneura pinguis).